# Мелани Блат
Мелани Блат (на аглийски: Melanie Blatt)е известна певица и актриса, родена на 25 март 1975 година в Лондон, Англия, станала известна в британската поп група Ол Сейнтс в края на 1990-те години. След разпадането на групата започва солова кариера, а на 19 ноември 1998 година ражда дъщеря си по време на европейските музикални награди на MTV в Милано, където не присъства на церемонията, докато групата получава наградата за дебют.

## Дискография

### Студийни албуми
- Shine – неиздаден

### Сингли
- Do Me Wrong (2003)
- See Me (2005)

## Видеоклипове
| Видеоклип   | Премиера |
| ----------- | -------- |
| Do me wrong | 2003     |
| See me      | 2005     |